# Saint-Pierre-lès-Elbeuf
Saint-Pierre-lès-Elbeuf è un comune francese di 8 562 abitanti situato nel dipartimento della Senna Marittima nella regione della Normandia.

## Società

### Evoluzione demografica
Abitanti censiti

## Amministrazione

### Gemellaggi
- Rieti